# Big Lagoon (Californie)
Big Lagoon est une census-designated place du comté de Humboldt, dans l'État de Californie, aux États-Unis,. En 2020, elle compte une population de 161 habitants.